# 钱顺德
钱顺德（1535年—1600年），字道充，别号春池，南直隸常熟縣人，明朝政治人物。

## 生平
嘉靖四十三年（1564年）應天鄉試举人，嘉靖四十四年（1565年）聯捷乙丑科会试，未殿试，隆慶二年（1568年）補殿試，登戊辰科進士，都察院观政，隆慶四年（1670年）八月授刑部主事，万历元年（1573年）五月奉命南直隶审决重囚。十一月升员外郎，丁忧归。万历五年十一月復除本部，六年二月官刑部郎中，七年三月出知常德府。九年九月回避。十一年正月改九江府知府，以母喪歸，服阕，万历十二年（1584年）九月接替李伯芳任福建兴化府知府，万历十五年由范梅接任。十五年七月遷浙江按察司副使，分巡嘉湖道兼管兵备道，後遷金衢道。十七年正月考察，以年老去职。十九年五月調補山东武德道副使。

## 家族
曾祖钱泰，七品散官。祖钱元禎。父钱體仁，累封贈刑部郎中。母赵氏，累封太宜人。有兄錢順時，己未进士。弟钱顺理、錢順治（庠生）、錢順化。侄孫錢謙益。